# ژان پیر تروکی
ژان پیر تروکی (انگلیسی: Jean-Pierre Truqui؛ زادهٔ ۷ ژوئیهٔ ۱۹۵۶) بازیکن فوتبال اهل فرانسه است.
از باشگاه‌هایی که در آن بازی کرده‌است می‌توان به باشگاه فوتبال المپیک مارسی و باشگاه فوتبال والنسین اشاره کرد.